# Creney-près-Troyes
 Creney-près-Troyes  es una población y comuna francesa, en la región de Champaña-Ardenas, departamento de Aube, en el distrito de Troyes y cantón de Troyes-2.

## Demografía
| 696 | 718 | 1229 | 1587 | 1550 | 1421 |
| Para los censos de 1962 a 1999 la población legal corresponde a la población sin duplicidades (Fuente: INSEE [Consultar]) |     |      |      |      |      |